# Friedrich Gotthold Schöne
Friedrich Gotthold Schöne (* 9. November 1806 in Gadegast; † 7. September 1857 in Stendal) war ein deutscher Gymnasiallehrer und Altphilologe.

## Leben
Friedrich Gotthold Schöne wurde 1806 als Sohn eines Predigers in Gadegast bei Wittenberg geboren. Nach dem Tode seines Vaters lebte Schöne in einem Waisenhaus in Halle und Wittenberg, wo er 1825 das Abitur ablegte. Anschließend studierte der bei Karl Christian Reisig an der Universität Halle Klassische Philologie. Ab 1829 lehrte Schöne an einem Gymnasium in Wittenberg, dann in Stendal und kam 1838 nach Halberstadt. Ab dem 12. August 1839 war er Direktor an einem Gymnasium in Herford. Am 7. April 1857 kehrte er nach Stendal auf einen Rektorposten zurück, starb allerdings wenig später am 7. September 1857.

## Schriften (Auswahl)
- Theses controversae [ex philologia], quas ... die IIII. Mai MDCCCXXVIIII ... defendet Fridericus Godoholdus Schoene Gadegastensis. Halae, [1829]. Digitalisat
- De personarum in Euripidis Bacchabus habitu scenico commentatio. Leipzig: Lehnhold, 1831.

Schulausgaben
- Ausgewählte Schriften des Lucian (Lucian’s Traum, Anacharsis, Demonax, Timon, Doppelte Anklage und Wahre Geschichte), für den Schulgebrauch mit Einleitungen und erklärenden Anmerkungen versehen. Halle: Weisenhaus, 1838. (archive.org, google books)
- Tragödien des Euripides erklärt (Leipzig/Berlin: Weidmann):
  - Bakchen. Iphigenia in Taurien (1851, als 1. Bändchen). (Digitalisat)
    - Bakchen. 2. Aufl. (1858) (Digitalisat);
    - Bakchen. 3. Aufl. (1891, als 1. Bändchen) ersetzt durch einen neuen Kommentar von Ewald Bruhn: (Digitalisat).

  - Iphigenia in Taurien. 2. Aufl. bearbeitet von Hermann Köchly (1863, als 2. Bändchen) (Digitalisat); 
    - 3. Aufl. von demselben (1872) (Digitalisat);
    - 4. Aufl. bearbeitet von Ewald Bruhn (1894) (Digitalisat).

  - Medea (1853, als 2. Bändchen). (Digitalisat)
    - Medea. 2. Aufl. von Hans von Arnim (1886, als 3. Bändchen) (Digitalisat).